# 大丘面墓群
大丘面墓群，位于中国广东省河源市和平县彭寨镇，为河源市和平县的一个县级文物保护单位，类型为古墓葬，公布时间为1986年9月。
大丘面墓群的历史年代为南朝－唐。